# Planetes (manga)
Planetes (プラネテス) (o en grec antic Πλανήτης) és una sèrie de manga japonesa de ciència-ficció dura escrita i il·lustrada per Makoto Yukimura. Es va serialitzar a la revista de manga seinen de Kodansha Morning entre gener de 1999 i gener de 2004, i es va recopilar en 4 volums tankobon.
Més tard l'estudi Sunrise va adaptar el manga a l'anime, dirigit per Gorō Taniguchi. Consta d'un total de 26 capítols en una sola temporada. Al Japó es va estrenar el 4 d'octubre del 2003 i va acabar el 17 d'abril del 2004. A Catalunya es va estrenar el 17 d'abril de 2007 al canal K3.

## Argument
La història s'ambienta en el 2075 i tracta sobre un grup d'astronautes empleats a l'estació espacial Tecnora, a la secció de deixalles, més coneguda com "la semi" (ja que és un grup amb un pressupost retallat i només compta amb la meitat del personal) el deure de la qual és recollir les escombraries espacials que interfereixen en les activitats aeronàutiques de la Terra.
Arran de l'accident sofert per la nau de passatgers Alnail-8, l'any 2068, el problema de la brossa espacial va cobrar gran importància i protagonisme: Satèl·lits artificials d'un sol ús, tancs abandonats per les llançadores, residus derivats de la construcció d'estacions espacials… Totes aquestes deixalles orbiten al voltant de la Terra a velocitats que ronden els 8 km/s. L'impacte d'un d'aquests objectes amb una nau espacial podria provocar un greu accident, i per evitar que una nova tragèdia es repetís, es va estimar necessari per a la carrera espacial mantenir sota control la seva recollida.
En el futur que planteja la sèrie, l'ésser humà ha colonitzat la Lluna i ha arribat fins a Mart l'any 2058, a causa d'això existeix una organització terrorista anomenada “Front de defensa espacial” que s'oposa al fet que l'ésser humà colonitzi i contamini altres planetes, i es troben diverses vegades amb els protagonistes al llarg de la sèrie.

## Personatges
- Hachirota Hoshino (星野 八郎太, Hoshino Hachirōta)

Seiyū: Kazunari Tanaka (japonès), Carles Lladó (català)
En Hachirota Hoshino és un dels personatges principals de l'anime, el qual és sovint anomenat amb el sobrenom de Hachimaki (en japonès «cinta pel cabell», ja que ell sempre en porta una en les seves missions espacials, i que li fa situar-se en la realitat i l'ajuda a concentrar), és un dels protagonistes. Porta en el treball de recollidor d'escombraries espacials 4 anys, juntament amb els seus companys Fee Carmichael i Yuri Mihairokoh, però ell sempre ha somiat a tenir la seva pròpia nau espacial. Aviat s'adonarà que no tot és possible i que les coses les aconsegueix qui pot. Ja ben entrada la història, en Hachimaki se sentirà molt unit a la nau que el portarà a Júpiter, la Wernher Von Braun, a la qual li diu "la meva nau". S'expressa fatal en els assumptes sentimentals, però la Tanabe l'entén perfectament.
- Ai Tanabe (田名部 愛, Tanabe Ai)

Seiyū: Satsuki Yukino (japonès), Elisabet Bargalló (català)
La Ai Tanabe és una noia que s'uneix a la secció de deixalles. Inicialment tindrà una relació d'antipatia amb en Hachimaki, amb el qual no està d'acord en res, però al final succeirà tot el contrari, quan en Hachimaki s'adona que cada un té un gran afecte per l'altre. Al principi és reservada, cautelosa i tímida, però acabarà sent molt decidida a dur a terme el que es proposa, recorrent a la seva idea que l'amor ho arregla tot, que sense amor ningú podria existir, i que ningú vol viure ni morir sol. Al final de la història, en ser atacada la nau Von Braun per uns terroristes, anomenats "Front de Defensa de l'Espai", la Tanabe sofreix una hipòxia per falta d'aire en el seu vestit i les seves funcions motrius es veuen molt afectades, però s'acabarà recuperant. Jugant a un joc de paraules amb en Hachimaki, a aquest li toca una paraula que comença per "cas-", a la qual respon "casem-nos".
- Fee Carmichael (フィー·カーマイケル, Fī Kāmaikeru)

Seiyū: Ai Orikasa (kaponès), Mercè Segarra (català)
La Fee Carmichael és la capitana de la DS-12 Toy Box, la nau de la semi. Va néixer a Richmond, Virgínia. És una dona molt protectora dels integrants del seu grup. A l'oficina sempre està fumant en una cabina. És molt calculadora i inteŀligent, però amb un defecte, és una fumadora irremeiable, tant que recorrerà a un accident, aprofitant que va combatre contra una nau dels terroristes, per tornar a fumar-se un cigarret després de 4 dies d'intents fallits de fer-ho. A les naus espacials hi ha molt poc lloc per a gent fumadora, cosa que li treu de polleguera.
- Yuri Mihairokoh (ユーリ·ミハイロコフ, Yūri Mihairokohu), en rus: Юрий Михалков, Yuri Mihalkov

Seiyū: Takehito Koyasu (japonès), Pep Ribas (català)
En Yuri Mihairokoh és un astronauta rus que tanca dins un mur de pedra el seu passat i els seus sentiments. Es va fer recuperador de deixalles únicament per recuperar la brúixola de la seva dona, morta en l'accident de ľAlnail 8. Quan per fi el troba, i amb l'ajuda del germà petit d'en Hachimaki i després de 6 anys de recerca, reflexiona seriosament sobre la seva dimissió, ja que la seva missió està complerta. Finalment es quedarà en el grup perquè pensa que ja no està lligat al seu passat i pot decidir la seva vida, encegada pel dolor de la mort de la seva esposa. És l'encarregat de la cura i manteniment dels animals que se situen en la "set" (ISPV 7), l'estació espacial des d'on comencen les seves missions de recuperadors.

## Llista d'episodis
1. A l'exosfera
2. Com un somni
3. Òrbita de retorn
4. Professionals
5. Porta'm a la lluna
6. Els esquirols voladors de la lluna
7. La noia extraterrestre
8. Allà on ens hem de donar suport
9. Neguit
10. Les estrelles residuals del cel
11. Fronteres
12. Un desig humil
13. Un paisatge amb coets
14. Punt d'inflexió
15. Ella i la seva situació
16. Ignició
17. L'escollit
18. L'últim dia del departament de deixalles
19. Els finals sempre són…
20. Dubtes i més dubtes
21. El mirall tàndem
22. Revelació
23. Una munió de deixalles
24. Amor
25. Persones desorientades
26. Els dies que ens tornem a trobar

## Música
Banda sonora: Nakagawa Kotaro
Cançó d'obertura:
- "Dive in the Sky", per Mikio Sakai

Cançó de tancament:
- "Wonderful Life", per Mikio Sakai (capítols 1-25)
- "PLANETES", per Hitomi Kuroishi (capítol 26)